# Eva De Dominici
Eva Carolina Quattrocci, atualmente Eva De Dominici (Avellaneda, Buenos Aires, 21 de abril de 1995) é uma atriz, cantora e modelo argentina. No início de sua sua carreira em Chiquititas foi conhecida como Caro, porém em Patito Feo passou a ficar conhecida por seu primeiro nome, Eva. Em 2009 mudou seu sobrenome artístico para "De Dominici" em homenagem a um avô.
Iniciou sua carreira artística como modelo, fazendo fotos para campanhas de uma agência publicitária. A partir daí começou a fazer teatro, pelo qual se apaixonou e decidiu ser atriz. Fez vários testes para novelas, porém só conseguiu um papel em 2006 na novela "Chiquititas Sin Fin" fazendo a romântica Miki. Posteriormente, Eva recebeu um convite para a novela "Patito Feo", na qual interpretou Tamara, a garota dark. Este papel lhe proporcionou grande notoriedade graças ao sucesso da novela e por sua atuação. A novela ficou de 2007 a 2009 no ar, período no qual Eva tentou a carreira artística como cantora. Fez algumas canções que foram incluídas na novela "Patito Feo".

## Televisão
- Dance! La fueza del corazón (TV - 2011
- Cuando toca la campana (TV - 2011) "Paola"
  - É uma pop star, estrela que só aparece no colégio em dias de prova. Sabe que seus talentos são reconhecidos e como a Diva do colégio sabe que muitos a admiram. Gosta do reconhecimento e, mesmo achando que é cansativo ser o centro das atenções, não seria capaz de renunciar o glamour. Muitos no colégio se encantam com ela, principalmente o Rodrigo (Julio Graham), mas seu momento de estrela não deixa margem, por enquanto, para que ninguém conquiste seu coração. Costuma sair de cena dizendo que está apertadinha para ir ao banheiro.
- Peter Punk (TV - 2010) "Eva"
  - Eva é a menina mais popular da escola, por quem o protagonista Peter se apaixona e tenta de todas as maneiras conquistá-la.
- Consentidos (TV - 2010) "Gal"
  - Gal é uma menina mal criada e rebelde. Por seus problemas de conduta, seu pai resolve mandá-la para o Mastery School. Lá arrumará confusão com os diretores e alunos do colégio, e também viverá uma história de amor com Ivo, do qual só se aproxima pela música.
- Patito Feo (TV - 2007–2008) "Tamara"
  - Tamara integra o grupo dos populares. Antes era namorada de Facu, que pensa que é adotado. Ao final da 1ª temporada, é contratada como atriz.
  - Na 2ª temporada, Tamara fica com um visual de gótica, finge que namora Guido (e acaba beijando ele), mas logo volta com Facu. Depois começa namorar Guido de verdade e volta com seu próprio visual. Termina a temporada namorando com Facu.
- Chiquititas Sin Fin (TV - 2006) "Micaela", "Miki"
  - Miki é uma garota romântica e sonhadora, que no comeco gosta de Mosquito, sendo este apaixonado por sua melhor amiga, Guta. Ao longo da trama ela acaba se apaixonando pelo amigo de Mosquito, Pulga, mas ao final da temporada ela encontra o amor verdadeiro em Franco.

## Modelo
- Morita - 2007–2008
- The Kickback - 2008
- Hangten - 2008